# 楊玉珍
楊玉珍（Mimi Yuk-chun Yeung，1962年7月1日—），前電視新聞記者及主播，在90年代初被譽為翡翠明珠首代核心，現為電能實業（0006.HK）公共事務總經理兼港燈家政中心總監。楊玉珍畢業於香港大學文學學士學位及公共行政碩士學位，其後於1986年在無綫電視新聞部擔任中英文主播及記者，亦是無線新聞於1980年代末至1990年代初僅有兩位兼任中英文新聞的記者/主播之一（另一位為陸嘉敏），任職無綫電視期間曾報道《午間新聞》、《六點半新聞報道》及《新聞簡報》等，亦曾專題報道九廣鐵路（今香港鐵路）、1988年中國民航空難事件等部份，楊於1993年離職無綫後轉職有線新聞，及後擔任私營企業公關。
2003年7月轉任為李嘉誠和長江基建旗下的電能實業公共事務總經理兼港燈家政中心總監。她主要負責所有有關港燈消息等資料。她還在香港電台第五台主持《人生再出發》其中一欄的《珍愛新中年》。值得留意的是，她是《社情》編輯委員會委員之一。